# Eishockey-Weltmeisterschaft der Junioren 1989
Die Spiele der 13. Junioren-A-Weltmeisterschaft im Jahre 1989 fanden im Zeitraum vom 26. Dezember 1988 bis zum 4. Januar 1989 in Anchorage, Vereinigte Staaten, statt. Die B-Gruppe wurde in Canazei, Italien, ausgespielt und die C-Gruppe in Chamonix, Frankreich.
Insgesamt nahmen 21 Mannschaften teil. Im Vorfeld der B-WM gab es dabei noch einmal zwei Qualifikationsspiele. Bei dem C-Gruppensieger des Vorjahres, Dänemark, war ein Spieler nachträglich des Dopings überführt worden. Den Dänen wurde daraufhin der direkte Aufstieg verwehrt und sie mussten noch eine zusätzliche Qualifikation gegen den C-Gruppen-Zweiten Italien austragen. Neuer Weltmeister wurde zum achten Mal die UdSSR.

## Weltmeisterschaft
Die Weltmeisterschaft fand im US-amerikanischen Anchorage im Bundesstaat Alaska statt. Als Nebenspielort fungierte Fire Lake. Junioren-Weltmeister wurde das Team der UdSSR. Das Team aus Bundesrepublik Deutschland stieg ab und wurde durch Aufsteiger Polen ersetzt.

### Modus
Zugelassen waren Spieler unter 20 Jahren (U-20). Es nahmen acht Mannschaften teil, die in einer gemeinsamen Gruppe je einmal gegen jeden Gruppengegner antraten. Weltmeister wurde der Gruppensieger. Der Letzte stieg in die B-Weltmeisterschaft ab. 

### Spiele und Abschlusstabelle
| Pl. |                  | Sowjetunion | Schweden | Tschechoslowakei | Kanada | Vereinigte Staaten | Finnland | Norwegen | Deutschland BR | Sp | S | U | N | Tore  | Punkte |
| --- | ---------------- | ----------- | -------- | ---------------- | ------ | ------------------ | -------- | -------- | -------------- | -- | - | - | - | ----- | ------ |
| 1.  | UdSSR            |             | 3:2      | 3:5              | 7:2    | 4:2                | 9:3      | 10:0     | 15:0           | 7  | 6 | 0 | 1 | 51:14 | 12: 2  |
| 2.  | Schweden         | 2:3         |          | 5:3              | 5:4    | 3:1                | 6:2      | 11:1     | 9:0            | 7  | 6 | 0 | 1 | 39:14 | 12: 2  |
| 3.  | Tschechoslowakei | 5:3         | 3:5      |                  | 2:2    | 1:5                | 7:2      | 7:1      | 11:1           | 7  | 4 | 1 | 2 | 36:19 | 09: 5  |
| 4.  | Kanada           | 2:7         | 4:5      | 2:2              |        | 5:1                | 4:3      | 7:1      | 7:4            | 7  | 4 | 1 | 2 | 31:23 | 09: 5  |
| 5.  | USA              | 2:4         | 1:3      | 5:1              | 1:5    |                    | 5:5      | 12:4     | 15:3           | 7  | 3 | 1 | 3 | 41:25 | 07: 7  |
| 6.  | Finnland         | 3:9         | 2:6      | 2:7              | 3:4    | 5:5                |          | 9:3      | 5:3            | 7  | 2 | 1 | 5 | 29:37 | 05: 9  |
| 5.  | Norwegen         | 0:10        | 1:9      | 1:7              | 1:7    | 4:12               | 3:9      |          | 4:2            | 7  | 1 | 0 | 6 | 14:56 | 02:12  |
| 8.  | BR Deutschland   | 0:15        | 0:9      | 1:11             | 4:7    | 3:15               | 3:5      | 2:4      |                | 7  | 0 | 0 | 7 | 13:66 | 00:14  |

### Beste Scorer
Abkürzungen: Sp = Spiele, T = Tore, V = Assists, Pkt = Punkte, SM = Strafminuten; Fett: Turnierbestwert
| Spieler           | Mannschaft       | Sp | T | V | Pkt | SM |
| ----------------- | ---------------- | -- | - | - | --- | -- |
| Jeremy Roenick    | USA              | 7  | 8 | 8 | 16  | 0  |
| Mike Modano       | USA              | 7  | 6 | 9 | 15  | 12 |
| Pawel Bure        | UdSSR            | 7  | 8 | 6 | 14  | 4  |
| Josef Beránek     | Tschechoslowakei | 7  | 4 | 9 | 13  | 6  |
| Alexander Mogilny | UdSSR            | 7  | 7 | 5 | 12  | 4  |
| Sergei Fjodorow   | UdSSR            | 7  | 4 | 8 | 12  | 4  |
| Robert Cimetta    | Kanada           | 7  | 7 | 4 | 11  | 4  |
| Petri Aaltonen    | Finnland         | 7  | 6 | 4 | 10  | 4  |
| John LeClair      | USA              | 7  | 6 | 4 | 10  | 12 |
| Andrij Sydorow    | UdSSR            | 7  | 5 | 5 | 10  | 8  |
| Teemu Selänne     | Finnland         | 7  | 5 | 5 | 10  | 10 |

### Titel, Auf- und Abstieg
| Weltmeister UdSSR | Pawel Bure, Boris Bykowski, Dmytro Chrystytsch, Sergei Fjodorow, Sergei Gomoljako, Wiktor Gordijuk, Oleksandr Hodynjuk, Igor Iwanow, Alexei Iwaschkin, Aljaksandr Judsin, Dmitri Juschkewitsch, Igor Malychin, Maxim Michailowski, Alexander Mogilny, Roman Oksjuta, Stanislaw Panfilenkow, Sergei Sorokin, Sergei Subow, Andrij Sydorow, Uladsimir Zyplakou Trainerstab: Robert Tscherenkow, Walentin Gurejew |

| Silber Schweden | Markus Åkerblom, Niklas Andersson, Jan Bergman, Stefan Claesson, Stefan Elvenes, Patrik Erickson, Niklas Eriksson, Peter Hammarström, Magnus Jansson, Pierre Johnsson, Jonas Karlsson, Patric Kjellberg, Petri Liimatainen, Torbjörn Lindberg, Stefan Örnskog, Ricard Persson, Ola Rosander, Daniel Rydmark, Tommy Söderström, Mathias Svedberg Trainer: Claes-Göran Wallin |

| Bronze Tschechoslowakei | Martin Bakula, Josef Beránek, Vladimír Búřil, Zdeno Cíger, Jiří Cihlář, Radek Gardoň, Robert Holík, Petr Hrbek, Jaroslav Kameš, Roman Kontšek, Martin Maškarinec, Robert Reichel, Luboš Rob, Milan Tichý, Roman Turek, Ján Varholík, Roman Veber, Jiří Vykoukal, Pavol Zůbek, Peter Zůbek Trainer: Josef Vimmer, Stanislav Berger |

| Absteiger:  | BR Deutschland |
| Aufsteiger: | Polen          |

### Auszeichnungen
Spielertrophäen
| Auszeichnung       | Spieler          | Team     |
| ------------------ | ---------------- | -------- |
| Bester Torhüter    | Alexei Iwaschkin | UdSSR    |
| Bester Verteidiger | Ricard Persson   | Schweden |
| Bester Stürmer     | Pawel Bure       | UdSSR    |

All-Star-Team
| Angriff:      | Niklas Eriksson − Jeremy Roenick − Pawel Bure |
| Verteidigung: | Milan Tichý − Ricard Persson                  |
| Tor:          | Alexei Iwaschkin                              |

## B-Weltmeisterschaft
Die B-Gruppe der Weltmeisterschaft wurde in Chamonix, Frankreich, ausgetragen.

### Qualifikation zur B-Weltmeisterschaft
Zuvor wurde im italienischen Canazei ein Qualifikationsturnier ausgespielt.
| 18. Dezember 1988 | Canazei | Italien | – | Dänemark | 3:4 (1:3,1:1,1:0) |
| 20. Dezember 1988 | Canazei | Italien | – | Dänemark | 1:2 (1:1,0:1,0:0) |

| qualifiziert für die B-WM: | Dänemark |
| qualifiziert für die C-WM: | Italien  |

### Spiele und Abschlusstabelle
| Team           | POL  | SUI  | ROM  | JPN | YUG  | FRA | DAN | NED | Tore  | Punkte |
| -------------- | ---- | ---- | ---- | --- | ---- | --- | --- | --- | ----- | ------ |
| 1. Polen       |      | 9:1  | 13:4 | 7:2 | 6:5  | 5:3 | 4:2 | 5:3 | 49:20 | 14: 0  |
| 2. Schweiz     | 1:9  |      | 2:0  | 9:5 | 13:1 | 3:1 | 8:1 | 9:2 | 45:19 | 12: 2  |
| 3. Rumänien    | 4:13 | 0:2  |      | 5:1 | 2:5  | 6:3 | 9:5 | 6:2 | 32:31 | 8: 6   |
| 4. Japan       | 2:7  | 5:9  | 1:5  |     | 8:4  | 6:2 | 5:4 | 5:3 | 32:34 | 8: 6   |
| 5. Jugoslawien | 5:6  | 1:13 | 5:2  | 4:8 |      | 6:2 | 5:4 | 5:3 | 32:34 | 8: 6   |
| 6. Frankreich  | 3:5  | 1:3  | 3:6  | 2:6 | 3:6  |     | 4:4 | 7:1 | 23:31 | 3:11   |
| 7. Dänemark    | 2:4  | 1:8  | 5:9  | 4:5 | 3:11 | 4:4 |     | 6:1 | 25:42 | 3:11   |
| 8. Niederlande | 3:5  | 2:9  | 2:6  | 3:5 | 5:10 | 1:7 | 1:6 |     | 17:48 | 0:14   |

### Auf- und Absteiger
| Aufsteiger in die A-Gruppe:  | Polen          |
| Absteiger aus der A-Gruppe:  | BR Deutschland |
| Absteiger in die C-Gruppe:   | Niederlande    |
| Aufsteiger aus der C-Gruppe: | Österreich     |

### Topscorer
| Spieler              | Land        | Tore | Assists | Punkte |
| -------------------- | ----------- | ---- | ------- | ------ |
| Zoran Kožić          | Jugoslawien | 11   | 7       | 18     |
| Wojciech Tkacz       | Polen       | 7    | 8       | 15     |
| Slawomir Wieloch     | Polen       | 7    | 7       | 14     |
| Jacek Płachta        | Polen       | 10   | 3       | 13     |
| Krzysztof Niedziółka | Polen       | 10   | 3       | 13     |

#### All-Star-Team
| Angriff:      | Patrick Howald − Wojciech Tkacz − Jacek Płachta |
| Verteidigung: | Sven Leuenberger − Andrej Brodnik               |
| Tor:          | Ionel Corciova                                  |

## C-Weltmeisterschaft
Das Turnier der C-Gruppe wurde in Basingstoke, Großbritannien, ausgetragen.

### Spiele und Abschlusstabelle
| Team              | AUT | ITA | PRK | GBR | BUL | Tore  | Punkte |
| ----------------- | --- | --- | --- | --- | --- | ----- | ------ |
| 1. Österreich     |     | 2:2 | 7:5 | 5:2 | 7:5 | 21:14 | 7:1    |
| 2. Italien        | 2:2 |     | 7:4 | 6:6 | 7:2 | 22:14 | 6:2    |
| 3. Nordkorea      | 5:7 | 4:7 |     | 5:4 | 3:2 | 17:20 | 4:4    |
| 4. Großbritannien | 2:5 | 6:6 | 4:5 |     | 3:3 | 15:19 | 2:6    |
| 5. Bulgarien      | 5:7 | 2:7 | 2:3 | 3:3 |     | 12:20 | 1:7    |

### Auf- und Absteiger
| Aufsteiger in die B-Gruppe: | Österreich  |
| Absteiger aus der B-Gruppe: | Niederlande |

### Auszeichnungen

#### Spielertrophäen
| Auszeichnung       | Spieler          | Team       |
| ------------------ | ---------------- | ---------- |
| Bester Torhüter    | Chong Song-Chol  | Nordkorea  |
| Bester Verteidiger | Wolfgang Strauss | Österreich |
| Bester Stürmer     | Gerald Ressmann  | Österreich |